# Psychoda canlaones
Psychoda canlaones és una espècie d'insecte dípter pertanyent a la família dels psicòdids.

## Descripció
- El mascle fa 1,02-1,10 mm de llargària a les antenes, mentre que les ales li mesuren 1,55-2,12 de longitud i 0,60-0,87 d'amplada.
- Les antenes del mascle presenten 14 segments.
- La femella no ha estat encara descrita.[2]

## Distribució geogràfica
Es troba a les illes Filipines: Negros.